# Crazy & Rich
Crazy & Rich (Crazy Rich Asians) è un film del 2018 diretto da Jon M. Chu.
La pellicola, adattamento cinematografico del romanzo Asiatici ricchi da pazzi scritto da Kevin Kwan, vede la partecipazione di un cast completamente asiatico fra cui Constance Wu, Henry Golding, Gemma Chan, Lisa Lu, Awkwafina, Ken Jeong e Michelle Yeoh.

## Trama
Rachel Chu, professoressa di economia all'Università di New York, viene invitata dal suo fidanzato Nick Young, un professore di storia, ad un matrimonio a Singapore, dove incontrerà anche la famiglia di lui. Nel frattempo, Radio1Asia rivela a tutti la loro relazione e anche la madre di Nick viene a saperlo. All'aeroporto John F. Kennedy, Rachel si sorprende nell'apprendere che Nick ha dei biglietti aerei in prima classe. Quando lei gli chiede della sua famiglia, lui le rivela che fa parte di una famiglia di ricchi imprenditori edili.
Il giorno dopo Rachel incontra Goh Peik Lin, sua compagna di stanza del college. Rachel è sorpresa dalla ricchezza e dal lusso della villa di Peik Lin e mentre stanno chiacchierando rivela che è la fidanzata di Nick. Peik Lin la aiuta a rinnovare il suo look, prima di incontrare la famiglia Young, e la porta a casa del fidanzato, dove si ritrova nel mezzo di una enorme festa dove tutti già la conoscono. Dopo diverse figuracce ed aver incontrato la madre di Nick, che la disprezza, riesce a conquistare la nonna di Nick che la invita a casa loro per fare i ravioli cinesi.
Rachel è poi invitata alla festa di addio al nubilato di Araminta, mentre Nick va all'addio al celibato di Colin. Araminta porta le ragazza al resort di famiglia per fare shopping e farsi fare dei massaggi. Qui Rachel incontra Amanda, l'ex di Nick, che la minaccia velatamente. Tornata nella sua camera, scopre un pesce morto nel suo letto con la scritta "gold digging bitch" (stronza arrivista) sulla finestra. Mentre seppellisce il pesce sulla spiaggia con Astrid, la cugina di Nick, lei le rivela che anche il suo matrimonio non sta andando tanto bene e che suo marito ha un'amante. Nel frattempo Nick confessa a Colin di voler chiedere la mano a Rachel e nonostante Colin sia felice per lui, solleva anche il dubbio che il loro matrimonio non verrà mai accettato per via delle origini cinesi-americane della fidanzata.
Quando Nick e Rachel si riuniscono, Nick scopre che Rachel non è solo arrabbiata per via delle vessazioni che sta subendo, ma anche perché il fidanzato non le aveva mai rivelato niente della sua famiglia. Lui si scusa e la porta a casa per la preparazione dei ravioli cinesi. Qui la madre di Nick le dice che la nonna non donerà mai l'anello di famiglia a Nick come anello di fidanzamento per Rachel e che la ragazza non sarà mai abbastanza per il figlio.
Rachel, ferita, vuole ritornare a casa, ma Peik Lin le trova un vestito per il matrimonio e riesce a convincerla ad andare. Astrid trova il coraggio di lasciare il marito. Al matrimonio, la nonna di Nick gli proibisce di avere una relazione con la ragazza e rivela di aver ingaggiato un investigatore privato per scoprire che il padre che Rachel aveva sempre creduto morto, è vivo e vegeto in Cina, mentre lei è la figlia dell'amante della madre. Devastata, Rachel scappa e Nick la insegue nonostante le minacce di diseredarlo.
Rachel si trasferisce da Peik Lin, dove la raggiunge la madre, che le confessa che il marito era violento; quando ebbe una relazione con un suo caro amico di cui poi si innamorò, rimase incinta, ma temendo le ripercussioni del suo tradimento decise di partire per gli Stati Uniti per proteggere Rachel e il padre biologico. Rachel chiede di poter vedere Eleanor dove, durante una partita a mah jong, le confessa che Nick le ha chiesto di sposarlo, ma lei lo ha rifiutato per non far perdere a Nick la sua famiglia, lasciando di stucco Eleanor.
Rachel e la madre lasciano Singapore per tornare a casa, ma prima che l'aereo parta Nick arriva e la prega di sposarlo, Rachel sta nuovamente per rifiutare quando vede che il primo anello è stato sostituito dall'anello di fidanzamento di Eleanor. Rachel quindi accetta e Nick la prega di restare a Singapore per un giorno ancora. Alla loro festa di fidanzamento, Rachel e la madre di Nick si scambiano un cenno di riconoscimento.
Durante i titoli di coda, Astrid scambia delle occhiate furtive con un misterioso ragazzo alla festa di fidanzamento, che poi si rivela essere il suo ex, Charlie Wu (Harry Shum Jr.).

## Produzione

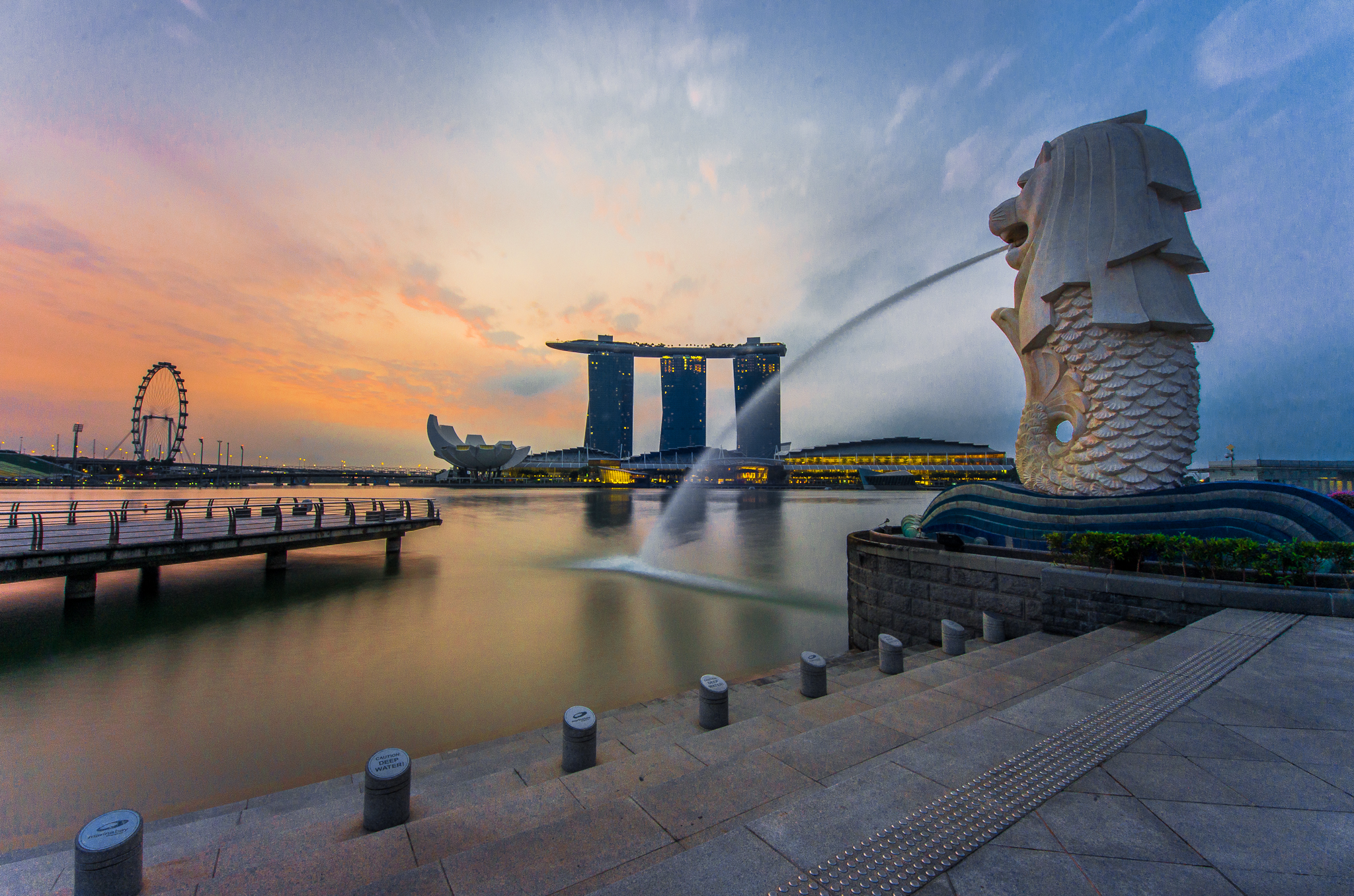
Il Merlion nel Merlion Park ed i tre grattacieli del Marina Bay Sands sormontati dallo SkyPark. Entrambi sede delle riprese.

Kevin Kwan ha pubblicato il romanzo Asiatici ricchi da pazzi (Crazy Rich Asians) l'11 giugno 2013. Prima della pubblicazione del libro, uno dei produttori cinematografici interessato ad adattarlo propose di far interpretare ad un'attrice bianca il ruolo della protagonista Rachel Chu (whitewashing), inducendo Kwan a vendere i diritti del suo libro per 1$ simbolico e mantenere un ruolo decisivo nelle scelte creative del film.
Nell'agosto 2013 la produttrice Nina Jacobson acquistò i diritti per adattare cinematograficamente il romanzo. Nel 2012, la casa di produzione asiatica Ivanhoe Pictures si associò a Jacobson per finanziare e produrre il film.
Il regista Jon M. Chu entrò nel progetto nel maggio 2016 per dirigere il film su sceneggiatura di Adele Lim e Peter Chiarelli con un budget di 30 milioni di dollari.
Ad ottobre la Warner Bros. acquisì i diritti di distribuzione dopo una lunga lotta con Netflix. Quest'ultima avrebbe cercato con fervore di acquisire i diritti di distribuzione anche con una generosa offerta, rifiutata da Chu e dalla casa di produzione in favore di una distribuzione nelle sale cinematografiche.
Il cast conta Constance Wu, che interpreta la protagonista femminile Rachel Chu, mentre la star esordiente Henry Golding interpreta il protagonista maschile Nick Young. Michelle Yeoh è nei panni della co-star Eleanor Young, la madre di Nick. Gemma Chan interpreta la cugina di Nick, Astrid Leong.
Le riprese sono iniziare il 24 aprile 2017, a Kuala Lumpur e Penang in Malaysia ed a Singapore e sono state completate il 23 giugno.

## Distribuzione
La pellicola è stata presentata in anteprima mondiale al TCL Chinese Theatre il 7 agosto 2018.
Il film è stato distribuito nelle sale cinematografiche statunitensi a partire dal 15 agosto 2018, mentre in quelle italiane dal 16 agosto dello stesso anno.

### Incassi
Il film ha incassato 173.9 milioni di dollari nel Nord America e 64 milioni nel resto del mondo, per un incasso totale di 237.955.069 dollari.
Dopo le prime proiezioni esclusive l'8 agosto 2018 in 354 sale gli incassi raggiungevano 450-500.000 dollari. Ha poi incassato 5 milioni di dollari il primo giorno e 3.8 il secondo. Nel weekend di apertura ha infine incassato 25.2 milioni, per un incasso totale in cinque giorni di 34 milioni di dollari, chiudendo primo nella classifica del box office. Il 38% degli spettatori erano asiatici.

## Riconoscimenti
- 2019 - Golden Globe[25]
  - Candidatura come miglior film commedia o musicale
  - Candidatura come migliore attrice in un film commedia o musicale a Constance Wu
- 2019 - Screen Actors Guild Award[26]
  - Candidatura come miglior cast cinematografico
- 2018 - National Board of Review[27]
  - Miglior cast
- 2018 - E! People's Choice Awards[28]
  - Candidatura come film commedia del 2018
- 2018 - San Diego Film Critics Society Awards[29]
  - Candidatura come miglior performance comica ad Awkwafina
  - Candidatura come migliori costumi a Mary E. Vogt
- 2019 - Critics' Choice Awards[30]
  - Candidatura come miglior film commedia
  - Candidatura come miglior cast corale
  - Candidatura come miglior scenografia a Nelson Coates ed Andrew Baseman
  - Candidatura come miglior attrice in un film commedia a Constance Wu
- 2019 - Teen Choice Awards
  - Miglior film commedia